# Dani Silva
Dani Silva, né le 11 avril 2000 à Beja au Portugal, est un footballeur portugais qui évolue au poste de milieu central au FC Midtjylland.

## Biographie

### En club
Né à Beja au Portugal, Dani Silva est notamment formé au Vitória de Setúbal puis par le Vitória SC. Il joue son premier match de première division portugaise avec ce club, le 6 mai 2022, face au Boavista FC. Il entre en jeu à la place de Nicolas Janvier et les deux équipes se neutralisent (1-1 score final).
Le 16 mars 2023, Silva prolonge son contrat avec le Vitória SC, étant désormais lié au club jusqu'en juin 2027.
Le 25 janvier 2024, Dani Silva rejoint l'Italie afin de s'engager en faveur du Hellas Vérone. il signe un contrat courant jusqu'en juin 2028.
Le 3 février 2025, lors du dernier jour du mercato hivernal, Dani Silva signe en faveur du FC Midtjylland pour un contrat de quatre ans et demi, soit jusqu'en juin 2029. Le montant du transfert est estimé à 3,5 millions d'euros, plus des bonus.

### En sélection
Il commence sa carrière internationale avec l'équipe du Portugal des moins de 18 ans. Au total il joue huit matchs avec cette sélection, tous en 2018, et marque un but.
Dani Silva joue son premier match avec l'équipe du Portugal espoirs le 24 mars 2023 contre la Roumanie. Il est titularisé lors de cette rencontre remportée par son équipe sur le score de deux buts à zéro.